# Tigecycline
Tigecycline là một loại kháng sinh dùng cho một số bệnh nhiễm trùng. Đây là hợp chất glycylcycline dùng để tiêm tĩnh mạch. Hợp chất được phát triển để đáp ứng với tốc độ gia tăng của các vi khuẩn kháng thuốc kháng sinh như Staphylococcus aureus, Acinetobacter baumannii và E. coli. Đây là kháng sinh dẫn xuất tetracycline, các cấu trúc của nó được sửa đổi để mở rộng khả năng tiêu diệt vi khuẩn Gram dương và Gram âm, bao gồm cả các loại kháng đa thuốc.
Tigecycline được Pfizer bán trên thị trường với tên thương mại Tygacil. Thuốc được cơ quan Quản lý Thực phẩm và Dược phẩm Hoa Kỳ (FDA) phê duyệt vào ngày 17 tháng 6 năm 2005.

## Sử dụng trong y tế
Tigecycline được sử dụng để điều trị các loại bệnh nhiễm trùng do vi khuẩn khác nhau, bao gồm nhiễm trùng da, nhiễm trùng trong ổ bụng và viêm phổi do vi khuẩn mắc phải trong cộng đồng. Tigecycline là một loại kháng sinh glycylcycline tiêu diệt MRSA và các sinh vật gram âm:
- Tigecycline có thể điều trị nhiễm trùng da gây ra bởi; Escherichia coli, Enterococcus faecalis nhạy cảm vancomycin, methicillin-resistant Staphylococcus aureus (MRSA), Streptococcus agalactiae, Streptococcus anginosus grp., Streptococcus pyogenes, Enterobacter cloacae, Klebsiella pneumoniae, và Bacteroides fragilis.[3]
- Tigecycline được chỉ định để điều trị các bệnh nhiễm trùng trong ổ bụng do; Citrobacter freundii, Enterobacter cloacae, Escherichia coli, Klebsiella oxytoca, Klebsiella pneumoniae, Enterococcus faecalis nhạy cảm vancomycin, methicillin-resistant Staphylococcus aureus (MRSA), Streptococcus anginosus grp., Bacteroides fragilis, Bacteroides thetaiotaomicron, Bacteroides uniformis, Bacteroides vulgatus, Clostridium perfringens, và Peptostreptococcus micros.[3]
- Tigecycline có thể được sử dụng để điều trị viêm phổi do vi khuẩn mắc phải tại cộng đồng; Streptococcus pneumoniae nhạy cảm với penicillin, Haemophilusenzae không sản xuất Beta-lactamase và Legionella pneumophila.[3]

Hiệp hội Vi sinh lâm sàng và Nhiễm trùng Châu Âu khuyến cáo tigecycline là một liệu pháp cứu cánh tiềm năng cho nhiễm trùng Clostridium difficile vốn rất khó chữa.
Tigecycline cũng có thể được sử dụng trong người dễ bị tổn thương như bệnh nhân suy giảm miễn dịch hoặc bệnh nhân ung thư. Tigecycline cũng có thể có tiềm năng sử dụng trong bệnh nhân mắc bệnh bạch cầu myeloid cấp tính.

## Dược động học
Tigecycline được chuyển hóa qua glucuronid hóa thành glucuronide liên hợp và chất chuyển hóa N -acetyl-9-aminominocycline. Do đó, điều chỉnh liều là cần thiết cho bệnh nhân suy gan nặng. Thuốc chủ yếu được loại bỏ trong phân và được đào thải qua thận.